# Résolution 1448 du Conseil de sécurité des Nations unies
Membres permanents
- Chine
- États-Unis
- France
- Royaume-Uni
- Russie

Membres non permanents
- Bulgarie
- Cameroun
- Colombie
- Guinée
- Irlande
- Mexique
- Maurice
- Norvège
- Singapour
- Syrie

Résolution no 1447 Résolution no 1449
La résolution 1448 du Conseil de sécurité des Nations Unies a été adoptée à l'unanimité le 9 décembre 2002. Après avoir réaffirmé la résolution 864 (1993) et toutes les résolutions ultérieures sur l'Angola, en particulier les résolutions 1127 (1997), 1173 (1998), 1237 (1999), 1295 (2000), 1336 (2001), 1348 (2001), 1374 (2001), 1404 (2002), 1412 (2002), 1432 (2002), 1434 (2002) et 1439 (2002), le Conseil de sécurité a noté les progrès réalisés dans le pays et a levé les sanctions restantes contre l'UNITA, y compris l'embargo sur les armes, des interdiction de voyager et le gel des avoirs.
Le Conseil de sécurité a exprimé sa préoccupation face aux effets de la longue guerre civile sur la situation humanitaire et a salué les mesures prises par le gouvernement angolais pour mettre en œuvre le Protocole de Lusaka et d’autres accords. Elle a également réaffirmé son engagement à préserver la souveraineté et l'intégrité territoriale de l’Angola. 
Agissant en vertu du Chapitre VII de la Charte des Nations Unies, le Conseil a mis fin à toutes les mesures prises contre l’UNITA à compter de l’adoption de la résolution. Elles ont été imposées pour la première fois en 1993 pour tenter de mettre fin à la guerre civile angolaise . Le Comité des sanctions du Conseil de sécurité, créé par la résolution 864, serait également dissous. Enfin, le Secrétaire général Kofi Annan a reçu pour instruction de fermer le fonds d’affectation spéciale volontaire pour l’Angola qui soutenait les enquêtes sur les violations des sanctions pendant qu’elles étaient en vigueur.

## Voir également
- Guerre civile angolaise
- Liste des résolutions du Conseil de sécurité des Nations unies sur l'Angola